# 河陰郡
河陰郡，中国南北朝时设置的郡。
东魏元象二年（539年）置河阴郡，治所在河阴县（今洛阳市孟津区东北）。辖境相当今河南省洛阳市孟津区一带。隶属于洛州，下辖河陰县一县。北齐沿置，北周灭北齐后或隋朝开皇初年废河陰郡，河陰县改属洛阳郡。